# 三國志VIII
《三國志VIII》是一款由光荣公司制作的历史类游戏。本游戏为三国志系列的第八代作品。本游戏于2001年6月29日在Windows發行，2002年1月24日在PlayStation 2日本地区发行，于2003年8月13日在PlayStation 2北美地区发行。
威力加強版增加了武將結婚、育兒，戰術戰役模式，武將編輯、都市編輯。新增諸葛亮死後3個劇本，追加60位新武將。
Fami通给与PlayStation2版本32/40的分数。

## 評價
重製版開發製作人石川久嗣在2023年東京遊戲展提及，原作以戲劇化的人性描述備受好評，同時也被批評原作的戰鬥節奏過於緩慢。

## 重製版
《三國志8 REMAKE》於2024年10月24日推出，標題中的「VIII」也更換為阿拉伯數字「8」，收錄武將以《三國志14》為基準。